# Paramassariothea falcata
Paramassariothea falcata är en svampart som beskrevs av Subram. & Muthumary 1979. Paramassariothea falcata ingår i släktet Paramassariothea, divisionen sporsäcksvampar och riket svampar.   Inga underarter finns listade i Catalogue of Life.